# Suzuki Toshihiko
Suzuki Toshihiko (japanisch 鱸 利彦; geboren 19. März 1894 in der Präfektur Chiba; gestorben 13. März 1993) war ein japanischer Maler im Yōga-Stil.

## Leben und Wirken
Suzuki Toshihiko wurde in der Präfektur Chiba geboren, wuchs aber in der Präfektur Miyazaki auf. Er studierte Malerei in Tokio zunächst an der Ausbildungsstätte „Hongō yōga kenkyūjo“ (本郷洋画研究所) unter Fujishima Takeji und anderen Lehrern. Er bildete sich dann ab 1913 weiter unter Kuroda Seiki in der Abteilung für Westliche Malerei an der „Tōkyō bijutsu gakkō“ (東京美術学校) und machte 1918 dort seinen Abschluss. Im selben Jahr konnte er zum ersten Mal auf der staatlichen Ausstellungsreihe „Mombushō bijutsu tenrankai“ (文部省美術展覧会) ausstellen, und zwar ein Gemälde mit dem Titel „Frauenbildnis“ (婦人像, fujin zō).
1930 bildete sich Suzuki zwei Jahre lang in Paris weiter. Er wurde Mitglied der Künstlervereinigung Ōgenkei (旺玄会) und 1946 Mitglied der Künstlervereinigung „Nikakai“ (二科会). 1951 übernahm er eine Professur an der „Kyoritsu Women’s University“ (共立女子大学, Kyōritsu joshi daigaku). 1956 verließ er die Nikakai und schloss sich der Künstlervereinigung „Ichiyōkai“ (一陽会) an, die von Suzuki Shintarō u. a. gerade gegründet worden war. 1966 verließ er auch diese und schloss sich dann keiner anderen mehr an.
Suzukis Werk ist breit gefächert, es umfasst Landschaften, Personen, Puppen, Stillleben. 1990 wurde er mit dem Kulturpreis der Präfektur Miyazaki ausgezeichnet. 2014 fand eine Gedächtnisausstellung zum 120. Geburtstag statt.